# Дельта, Пенелопа
Пенелопа Дельта (греч. Πηνελόπη Δέλτα, 1874, Александрия, Египет — 27 апреля 1941, Афины) — греческая писательница, одна из первых литераторов-женщин в новогреческой литературе. Первый греческий автор книг для детей.

## Биография

### Ранние годы
Пенелопа Дельта родилась в Александрии, в семье фанариотов, зажиточного торговца хлопком, Эммануила Бенакиса и Виргинии Хорем. Пенелопа была третьим из шести детей. У неё были старшая сестра Александра и брат Антонис Бенакис (его Пенелопа Дельта увековечила в своей книге «Ο Τρελαντώνης» в образе героя, подобного Тому Сойеру; Антонис Бенакис известен как греческий коллекционер, основатель Музея Бенаки) и младшие братья Константин (умер в возрасте 2 лет), Александр и сестра Аргина.
Семья Бенакисов временно переехала в Афины в 1882 году. Здесь Пенелопа впоследствии вышла замуж за богатого предпринимателя-фанариота Стефаноса Дельтаса. У них было три дочери — София Маврокордатос, Виргиния Заннас и Александра Пападопулос. Стефанос Дельтос приходился племянником математику Константину Каратеодори.
Супруги Дельтосы вернулись в Александрию в 1905 году, где Пенелопа познакомилась с Ионом Драгумисом, греческим вице-консулом Греции в Александрии, писателем и революционером. Ион Драгумис, как и Пенелопа Дельта, также писал о борьбе за Македонию. Определённое время между Пенелопой и Драгумисом продолжались романтические отношения. Из уважения к мужу и их детям, Дельта и Драгумис решили прекратить отношения. Однако до 1912 года продолжалась их страстная переписка, пока Драгумис не влюбился в чрезвычайно популярную греческую актрису Марику Котопули. Тогда Пенелопа дважды пыталась покончить жизнь самоубийством.

### Творческий период
В 1906 году Пенелопа Дельта переехала в Франкфурт (тогда в составе Германской империи), когда её муж начал работать в семейной компании Хоремис-Бенакис. В 1909 году во Франкфурте вышел её первый роман «Για την Πατρίδα» (Ради Отечества). Действие романа происходит в византийскую эпоху; чтобы избежать неточностей, Дельта начала переписку с историком Густавом Шлюмбергом, известным специалистом по Византии. Их постоянное взаимодействие стало материалом для написания второго романа «Τον Καιρό του Βουλγαροκτόνου» (В годы Болгаробойцы), который повествует об эпохе правления византийского императора Василия II Болгаробойцы. Переворот в Гуди в 1909 году вдохновил её на написание третьего романа «Παραμύθι χωρίς όνομα» (Сказка без названия), опубликованного в 1911 году.
В 1913 году Пенелопа Дельта вернулась в Александрию, а затем в 1916 году она поселилась в Афинах, где её отец Эммануил Бенакис был избран мэром. Находясь в Афинах, они стали близкими друзьями Элефтериоса Венизелоса. Отец Пенелопы в политическом кругу сотрудничал с Венизелосом и даже служил министром финансов в первом правительстве Венизелоса.
Длительная переписка Пенелопы с епископом Хрисанфом, митрополитом Трапезунда (впоследствии Хрисанф (архиепископ Афинский), послужила материалом для следующей книги, опубликованной в 1925 году и посвященной жизни Христа. В том самом 1925 году ей был поставлен диагноз - полиомиелит. В 1927 она начала писать трилогию «Ρωμιοπούλες» (Юные гречанки), тонко завуалированную автобиографию, которую она завершила только в 1939 году. Основанная на событиях афинского жизни, первая часть «Пробуждение» охватывает события с 1895 по 1907 год, вторая часть «Жара» охватывает период с 1907 по 1909 годы, и заключительная часть «Сумерки» — 1914—1920 годы. Политические события этой бурной эпохи приведены по собственными переживаниями и опытом писательницы: её отец чуть не был казнен партией роялистов, тогда как Ион Драгумис был убит фракцией Венизелоса в 1920 году. С тех пор Пенелопа Дельта одевалась только в чёрное.
В то самое время она опубликовала свои три основные работы: детские романы «Ο Τρελαντώνης» ((Сумасшедший Антонис — 1932), «Ο Μάγκας» (1935), «Τα μυστικά του βάλτου» (Тайны болота — 1937). Последний описывал военные действия между греками и болгарами на озере и топях у македонского города Янница, на фоне Борьбы за Македонию в начале XX века (Борьба за Македонию). Пенелопа Дельта в основном руководствовалась воспоминаниями о той войне капитана Никифороса (Деместихас, Иоаннис) и информацией собранной её помощницей Антигоной Беллу Трепсиади, которая была дочерью одного из борцов за Македонию.
Известно, что Пенелопа Дельта строго запрещала собственным внукам беспокоить её, когда она писала, однако к вечеру читала им то, что написала за день, вместо вечерней сказки.

### Последние годы
В последний годы жизни писательницы болезнь постепенно прогрессировала. Отрадой для неё стали дневники и архивы её потерянной любви, Иона Драгумиса, переданные Пенелопе его старшим братом Филиппом. Ей удалось продиктовать около 1 000 страниц рукописных комментариев к записям Драгумиса перед тем, как она решила уйти из жизни.
Пенелопа Дельта покончила самоубийством 27 апреля 1941, в тот самый день, когда войска вермахта вошли в Афины. По её просьбе её похоронили в саду в величественном особняке Кифисии. Епископ Хрисанф, её товарищ, который к тому времени стал архиепископом Афин, возглавил похороны. На её могиле высекли слово ΣIΩΠH — «тишина».

## Наследники
Особняк Дельты унаследовали её три дочери — София, Виргиния и Александра. Они построили также гостевой дом, который назвали «Совираль» — по начальным буквам своих имен. Виргиния вышла замуж за греческого политика Александроса Заннаса. Их общая дочь Елена Заннас — мать греческого политика Антониса Самараса, лидера главной оппозиционной политической партии «Новая Демократия». Одновременно их сын Павлос Заннас (1929—1989) был выдающимся критиком искусства и переводчиком на новогреческий Марселя Пруста. В 1989 году Александра, последняя дочь Пенелопы Дельты, завещала усадьбу Музею Бенаки. Теперь в доме Дельты действует исторический архив музея.

## Основные работы
- Ради Отечества — Για την Πατρίδα (1909)
- Во времена Болгаробойцы — Τον καιρό του Βουλγαροκτόνου (1911)
- Сказка без названия — Παραμύθι χωρίς όνομα (1911)
- Сказки и другое — Παραμύθια και άλλα (1915)
- Жизнь Христа — Η ζωή του Χριστού (1925)
- Сумасшедший Антонис — Ο Τρελαντώνης (1932)
- Крутой (книга о собаке под этой кличкой) — Ο Μάγκας (1937)
- Тайны болота- Τα μυστικά του βάλτου (1937)
- Юные ромейки (см. юные гречанки) — Ρωμιοπούλες (1939)
- Элефтериос Венизелос: дневник, воспоминания, свидетельства, переписка — Ελευθέριος Κ. Βενιζέλος : ημερολόγιο, αναμνήσεις, μαρτυρίες, αλληλογραφία (1978)